# Cyklonen Sidr
Cyklonen Sidr (JTWC:s benämning: 06B, också känd som Väldigt svåra tropiska cyklonen Sidr) är den fjärde namngivna stormen under Orkansäsongen i norra Indiska oceanen 2007. Morgonen den 15 november 2007 uppmättes vindstyrkor på 69 m/s (250 km/h) med stormbyar på 85 m/s (305 km/h), vilket gjorde att cyklonen klassades som en kraftig kategori fyra på den femgradiga Saffir–Simpson-orkanskalan.
Cyklonen började som ett område med oroligt väder, som steg till ett lågtryck den 11 november 2007 och sedan blev den Cykloniska stormen Sidr nästa dag. Cyklonen spred sig sedan snabbt över den Bengaliska bukten. Stormen har bidragit till många evakueringar i Bangladesh. Dödssiffran stiger fortfarande, med en hittills uppskattad summa på 3 447 dödsfall. Den tros dock bli så hög som 10 000 då många drabbade områden inte gått att nå. 
Bangladesh och det angränsande Västbengalen anses vara det mest sårbara området i världen för tropiska cykloner vilket beror på flera saker:
- Befolkningen är mycket fattig och de i många fall klent byggda husen har inte en chans att stå emot de enorma vindhastigheterna i en kraftig tropisk cyklon.
- Området hör till de mest tätbefolkade i världen.
- Regionen är mycket låglänt, större delen av Bangladesh och Västbengalen upptas av Ganges- och Brahmaputra-flodernas gemensamma delta. Det gör att kustregionerna blir mycket utsatta för de stormfloder som kraftiga tropiska cykloner alltid orsakar.
- Havet utanför kusten är ganska grunt vilket ytterligare ökar den potentiella höjningen av havsytan (stormfloden) när ovädrens centrum närmar sig land.

Tropiska cykloner har vid åtminstone sex tillfällen dödat över 100 000 människor i området, de allra flesta har dödats av stormfloden. Cyklonen Bhola som 1970 drabbade Östpakistan (nuvarande Bangladesh) var allra värst med troligen en halv miljon döda, det är den värsta katastrof man känner till orsakad av en tropisk cyklon. Så sent som 1991 dödade Cyklonen Gorky åtminstone 140 000 människor. Cyklonen "Sidr"  orsakade en stormflod åtminstone fem meter över normalvattenståndet. Detta kombinerat med medelvindhastigheter drygt dubbelt gränsen för orkan (33 m/s eller 119 km/h) orsakade enorm förödelse. De materiella skadorna är minst lika stora som efter "Gorky". Miljontals människor är hemlösa och skadorna på åkermarken är enorma.  Flera hundra tusen boskapsdjur uppges också ha omkommit.
Bangladesh har vidtagit många åtgärder för att hindra framtida jättekatastrofer som de 1970 och 1991 med bland annat bättre varningssystem och många fler skyddsrum. Trots tusentals döda anses åtgärderna ha räddat väldigt många liv.